# 284
284 (CCLXXXIV) var ett skottår som började en tisdag i den julianska kalendern.

## Händelser

### November
- 20 november – Diocletianus blir romersk kejsare.

### Okänt datum
- Bagauderna i Gallien gör uppror mot romarna.
- Genom förändringar i härväsendet får främlingar, framför allt germaner, ökad betydelse i Romarriket under Diocletianus och hans medregenter (284-305).
- Rufinus I efterträder Dometius som patriark av Konstantinopel.
- Detta är det första året i den koptiska kalendern (eller 285).

## Avlidna
- November eller december – Numerianus, romersk kejsare sedan 283 (möjligen mördad)
- Diofantos, grekisk matematiker (möjligen död detta år)
- Sun Hao, den siste kejsaren av det kinesiska kungariket Wu